# Кук, Томас (бизнесмен)
Томас Кук (англ. Thomas Cook; 22 ноября 1808, Мельборн, Англия — 18 июля 1892, Лестер, Англия) — британский предприниматель. Прославился тем, что изобрел организованный туризм и в 1841 году открыл первое в истории туристическое агентство, известное как «Thomas Cook Group» и потерпевшее крах  23 сентября 2019 года. ().

## Ранние годы
Томас Кук был сыном Джона и Элизабет Кук из Мельбурна, графство Дербишир, (Англия). Первый ребёнок в семье, он был назван в честь отца по матери, Томаса Перкинса. Его отец умер, когда Томасу было три года, и в тот же год его мать вышла замуж за Джеймса Смитхарда.
В возрасте десяти лет Томас Кук начал работать подручным у огородника с жалованьем 6 пенсов в неделю. В 14 лет он поступил учеником к Джону Пеггу и пять лет проработал столяром. Он был убежденным баптистом и членом регионального Общества Трезвости. В феврале 1826 года он стал проповедником, много ездил по округе, распространяя литературу, и время от времени подрабатывал столярными работами. Он опубликовал несколько брошюр на темы баптизма и трезвости, и в 1828 году стал баптистским священником.
В 1832 году Томас Кук переехал на улицу Адама и Евы в город Маркет-Харбор (Лестершир). В новый год (1833) под влиянием местного баптистского священника Фрэнсиса Бердселла Томас принял обет трезвости. В рамках движения за трезвость он организовывает несколько собраний и антиалкогольных процессий.
В 1833 году он женился на Марианне Мэйсон. 13 января 1834 родился их единственный сын Джон Мэйсон Кук.

## Создание организованного туризма
Кук был фанатичным борцом с пьянством, которое в то время было распространено в Англии. В 1840 году он использовал только что открытую в его родном Дербишире железную дорогу для доставки членов созданного им Общества трезвости на съезд в городок Лафборо. Путешествие оказалось очень приятным, поскольку Кук заботливо опекал трезвенников и даже подкармливал их бутербродами на свои скудные средства.
5 июля 1841 года Томас Кук осуществил перевозку около 570 человек с целью прогулки по железной дороге. В 1845 году им же было организовано путешествие в городе Ливерпуль с проведением там экскурсии.  Будучи печатником по профессии, Кук начал издавать журнал с рекламой «безалкогольных путешествий».  В 1847 году Томас Кук организовал туристское общество, которое занималось тем, что продавало путевки для путешествий не только по Англии, но и за её пределы. Считается, что Томас Кук был первым менеджером в области туризма. Лишь немногим молодым представителям дворянского сословия XVII и XVIII столетий присваивается статус туристов, так как наряду с мотивом получения образования начинает, наконец, играть важную роль и такой элемент, как удовольствие (знакомство с иноземными культурами).
Кук разработал маршруты по многим европейским городам. В 1865 году он открыл для соотечественников Новый Свет, а для американцев — родину их предков. Деятельность осуществлялась через агентство «Томас Кук и сын», первой конторы, специализирующейся на организации туристических поездок. Одним из первых американских клиентов фирмы стал Марк Твен.

## В литературе
В России имя Кука стало широко известно после того, как С. Маршак упомянул его в своем стихотворении «Мистер-Твистер»:

Есть за границей контора Кука.
Если вас одолеет скука
И вы захотите увидеть мир —
Остров Таити, Париж и Памир, —
Кук для вас в одну минуту
На корабле приготовит каюту,
Или прикажет подать самолет,
Или верблюда за вами пришлет,
Даст он  вам комнату в лучшем отеле,
Теплую ванну и завтрак в постели.
Горы и недра, север и юг,
Пальмы и кедры покажет вам Кук.